# Louise Kooiman
Louise Henriëtte Kooiman (1898 – 1963) was een Nederlandse actrice en voordrachtskunstenares.
Kooiman ging in 1918 naar de Toneelschool in Amsterdam. Daar kreeg ze les van Theo Mann-Bouwmeester, Ko Arnoldi, Eduard Verkade en Albert van Dalsum. Na haar eindexamen in 1920 debuteerde ze bij het Klassiek Tooneel van Albert Vogel sr. Zij speelde vervolgens bij onder meer de Koninklijke Vereeniging Het Nederlandsch Tooneel, de Haghespelers, in 1924 bij het Vereenigd Tooneel, in de periode 1928/1932 bij het Hofstad Tooneel en in het seizoen 1932/33 bij Louis Saalborn.
Kooiman bleef gedurende twintig jaar actrice en voordrachtskunstenares. Na de instelling van de Kultuurkamer wilde ze niet meer spelen. Ook na de Tweede Wereldoorlog trad ze niet meer op.

## Rollen
Kooiman speelde onder meer de koningin in Hamlet, Lady Macbeth in Macbeth en Aagje in As You Like It van Shakespeare. Verder ook Wilokswijf in De vertraagde film van Herman Teirlinck, Irene Hersius in De eenzame weg van Arthur Schnitzler, Klytaimnestra in Elektra van Sophocles en Badeloch in Gysbreght van Aemstel van Joost van den Vondel.

## Externe bronnen
- Louise Kooiman. Theaterencyclopedie

- International Standard Name Identifier: 0000 0003 8783 7665
- Nederlandse Thesaurus van Auteursnamen: 153937734
- Virtual International Authority File: 280845494